# Іцик Зохар
Іцик Зохар (івр. איציק זוהר; нар. 31 жовтня 1970 року) — колишній ізраїльський футболіст і телеведучий. Народився в Бат-Ямі, Ізраїль в родині північноафриканського походження, він забив перші два голи за Ізраїль у його першому відбірковому матчі Чемпіонату світу в конфедерації УЄФА 28 жовтня 1992 року. Широко вважається одним із найкращих виконавців штрафних ударів в ізраїльському футболі.

## Життєпис
Зохар виріс у маабарі (транзитному таборі) біля Бат-Яма та Яффо, де сімейне помешкання було недостатньо сильним навіть для того, щоб захистити їх від стихійних небезпек. Через несприятливі умови, батько Зохара заохочував дітей грати у футбол, щоб триматися подалі від вулиць. Його тунісько-єврейська родина була настільки бідною, що Зохар часто повертався пішки з футбольних тренувань, оскільки не міг дозволити собі автобус.
Зохар був одружений з Іланою десять років, у пари є двоє дітей, Гавріель і Майкл. В інтерв’ю Iton Tel Aviv Зохар стверджує, що проводить багато часу зі своїми дітьми і дивився «У пошуках Немо» більше 17 разів. Він релігійний єврей і близький друг ашдодського рабина Пінто. 9 грудня 2007 року Зохар був заарештований за ймовірне ухилення від сплати податків у 1988-2002 роках. Його звільнили під заставу в розмірі 1,8 млн шекелів. У червні 2008 року на головній вулиці Тель-Авіва на Зохара напав невідомий; на нього напали з розбитою пляшкою, і йому довелося накласти 52 шви на праву сторону обличчя. У січні 2011 року Зохар знову зазнав нападу в Тель-Авіві під час вечірки в нічному клубі таким же методом; невідомий розбив йому об голову пляшку, внаслідок чого Зохар отримав поранення голови та руки.

## Футбольна кар'єра
Вихованець молодіжної академії «Маккабі Яффа», і він, і його брат Авіві стали професійними футболістами. Професійний дебют Іцика відбувся з клубом «Маккабі Яффа» в матчі Ліги Арціт проти «Хакоах Рамат Ган», який закінчився внічию 0:0. Після завершення сезону на дев'ятому місці Зохар був куплений клубом «Маккабі Тель-Авів», де він виграв свій перший чемпіонат вищого дивізіону в сезоні 1991-1992 Трансферна вартість склала 90 000 доларів США, що було досить великою сумою в ізраїльському футболі того часу. Під час свого перебування в «Маккабі Тель-Авів» Зохар грав з Урі Мальміліаном, який, як він вважає, багато чому навчив його. Дебютував у збірній Ізраїлю з футболу в товариській грі проти збірної СРСР. Через два місяці він забив свій перший міжнародний гол, також у товариській грі проти Ісландії. Усе це було лише розминкою перед його великою збірною, коли Ізраїль грав свій перший відбірковий матч до чемпіонату світу в конфедерації УЄФА. Хоча Ізраїль програв Австрії з рахунком 5-2, Зохар зміг відсвяткувати особисте досягнення, оскільки він забив перші два голи для Ізраїлю як повноправного члена УЄФА. У 1993-1994 роках Зохар додав ще один трофей (Кубок Ізраїлю), перш ніж покинути Ізраїль та перейти до бельгійського клубу «Антверпен». Зохар повернувся додому після того, як захворів на жовтяницю, і вважає це причиною, чому він не залишився в Бельгії. Потім він повернувся в «Маккабі Тель-Авів», де взяв «дубль».
Після чергового чемпіонського титулу, цього разу з «Бейтаром» з Єрусалиму в 1996-97 роках, Зохар був проданий англійському клубу «Крістал Пелес» за 1 200 000 фунтів стерлінгів, але швидко повернувся до Ізраїлю після того, як не справив враження в клубі. У матчі чемпіонату проти «Саутгемптона» Зохар піднявся, щоб виконати пенальті замість звичайного виконавця пенальті, Брюса Даєра. Його слабкий влучний удар коштував Пелесу перемоги, тому його репутація серед уболівальників була назавжди заплямована. Його жахливі виступи за «Пелес» призвели до того, що вболівальники визнали його одним із десяти найгірших підписань. У квітні 2012 року журнал Talk Sport назвав Зохара найгіршим іноземним гравцем «Крістал Пелес». Після повернення з Англії його підписав «Маккабі» з Хайфи, замінивши українського півзахисника Сергія Кандаурова, якого продали в португальську «Бенфіку». Тренер «Хайфи» Даніель Брайловський був розчарований грою Зохара під час тренувань і вирішив залишити його на лаві запасних протягом сезону. Після сварки з Браїловським, Зохар приєднався до «Маккабі Тель-Авів», але отримав травму, яка вивела його з поля приблизно на 10 місяців. Оглядаючись назад, він пізніше назвав цю травму найважчою частиною своєї футбольної кар'єри.
Одужавши від травми, Зохар відновив свою фізичну форму в «Маккабі Герцлія» перед тим, як приєднатися до «Маккабі» з Нетанії. Зохар миттєво став успішним і почав отримувати гроші поза полем як представник місцевих брендів. Його кар’єра зазнала невдачі, коли його спіймали на расистських образах на адресу Зіва Каведи, гравця Цафріма (Холон) (ізраїльського футболіста ефіопського походження). На свій захист він стверджував, що його коментарі були спрямовані на Хамісі Амані-Дова (афроамериканця) «Холона». Ця подія вразила Ізраїльську футбольну асоціацію, яка ніколи не мала расизму між гравцями на полі та не мала системи покарань за це. Окрім дискваліфікації на один матч і штрафу в розмірі 5000 шекелів, Зохара публічно розкритикували за його слова, які сколихнули футбольний світ в Ізраїлі, який був у процесі просування расової рівності в Ізраїлі. Після звільнення від контракту в «Нетанії» менеджер клубу Урі Мальміліан залишив клуб на знак протесту. Зохар знову приєднався до «Бейтару», де він був основним гравцем клубу та допоміг відвести клуб від зони вильоту у таблиці. Він виступав там ще один сезон, після чого оголосив, що йде з футболу.
Зохар почав дивитися на життя після футболу ще до того, як «Ашдод» зміг витягнути Зохара з пенсії. У 2003 році він відкрив бар-ресторан під назвою Saga в пристані Тель-Авіва. У той час здавалося, що на полі все знову налагодилося, хоча пізніше він вдруге оголосив про завершення кар’єри, але перед цим він приєднався до клубу «Хапоель Ноф-Галіль». Хоча це повернення було недовгим, оскільки Зохар провів лише три гри, перш ніж 14 лютого 2005 року оголосив, що він назавжди вішає бутси на цвях.

## Акторська кар'єра
Повісивши бутси на цвях, Зохар почав розподіляти свій час між різними проектами. Залишаючись знаменитістю в Ізраїлі, він є обличчям Gillette, Careline та багатьох інших брендів в Ізраїлі. Він є постійним гостем футбольних шоу в Ізраїлі. Як актор він грав роль у телевізійній програмі під назвою «Шоу», але її скасували незабаром після кількох епізодів. Він також бере участь у ринку нерухомості Тель-Авіва.

## Пляжний футбол
1 червня 2007 року Зохар був у стартовому складі першого в історії національної збірної Ізраїлю з пляжного футболу матчу. У своєму першому офіційному матчі Зохар забив гол, коли Ізраїль переміг своїх англійських колег з рахунком 6-5 у Нетанії, Ізраїль. Спочатку він мав бути у складі на кваліфікаційний раунд чемпіонату Європи з пляжного футболу в грецьких Афінах, але відмовився від участі через травму. На місцевому рівні Зохар представляє місто Рош-ха-Аїн у першій ізраїльській лізі з пляжного футболу.

## Досягнення
- З «Маккабі» Тель-Авів:
  - Прем'єр-ліга Ізраїлю: 1991-1992, 1995-1996
  - Кубок Ізраїлю: 1994, 1996
  - Кубок Тото: 1992-1993, 1998-1999
- З «Бейтар» Єрусалим:
  - Прем'єр-ліга Ізраїлю: 1996-1997
- З «Маккабі» Хайфа:
  - Кубок Ізраїлю: 1998